# Moravská Nová Ves
Moravská Nová Ves là một chợ huyện thuộc huyện Břeclav, vùng Jihomoravský, Cộng hòa Séc.